# Битка при Колинската врата
Битката при Колинската врата (Porta Collina) се състои през ноември 82 пр.н.е. и е последното сражение с което Сула си осигурява контрола над Рим след гражданската война срещу неговите съперници.
Самнитите, водени от Понтий Телезин (Pontius Telesinus), атакуват армията на Сула при Колинската врата на североизточната стена и се бият цяла нощ преди да им бъде дадена заповед за отстъпление. Приключването на гражданскатв война сигнализира и края на Съюзническата война, с това и края на амбициите на съюзниците италианци (лат.: socii).
В тази битка Марк Лициний Крас печели значителна репутация с победата на врага откъм неговия фланг и в крайна сметка е фактор за цялостния успех на Сула. Битката съвсем скоро е последвана от екзекуция на самнитски пленници в близост до сената преди Сула да се обърне към сенаторите (това е последната сериозна самнитска акция). Самнитите са избити във Villa Publica, където се състои преброяването на населението на всеки пет години, а техните тела са хвърлени в река Тибър.